# Rivière à la Cruche (rivière Malbaie)
Pour les articles homonymes, voir Cruche (homonymie).
Ne doit pas être confondu avec Rivière à la Cruche (rivière aux Sables).
La rivière à la Cruche est un affluent de la rivière Malbaie, coulant dans le territoire non organisé de Lac-Pikauba, dans la municipalité régionale de comté (MRC) de Charlevoix, dans la région administrative de la Capitale-Nationale, dans la province de Québec, au Canada. La majeure partie de la rivière à la Cruche coule à l’extrême est du territoire de la réserve faunique des Laurentides, sauf la partie inférieure de son cours.
Le bassin versant de la rivière à la Cruche est desservi principalement par la route 381 (sens nord-sud) qui remonte cette vallée. Elle est desservie aussi par diverses routes forestières secondaires, pour les besoins la foresterie et des activités récréotouristiques.
La foresterie constitue la principale activité économique du secteur ; les activités récréotouristiques, en second.
La surface de la rivière à la Cruche est habituellement gelée du début de décembre à la fin mars, toutefois la circulation sécuritaire sur la glace se fait généralement de la mi-décembre à la mi-mars.

## Géographie
L’embouchure de la rivière à la Cruche est située entre les territoires du Grands-Jardins et du Hautes-Gorges-de-la-Rivière-Malbaie ; entre le lac Ha! Ha! et le lac des Martres.
Les principaux bassins versants voisins de la rivière à la Cruche sont :
- côté nord : rivière Malbaie, Petit lac Ha! Ha!, lac Ha! Ha!, rivière Ha! Ha! ;
- côté est : lac Belle Truite, ruisseau du Cran Rouge, rivière Malbaie, rivière Porc-Épic, lac Moreau, rivière des Martres ;
- côté sud : lac à la Cruche, lac Chénard, ruisseau des Vaches, rivière Ha! Ha! ;
- côté ouest : rivière Ha! Ha!, lac Myel, lac Cinto, ruisseau au Goéland, rivière à Mars Nord[4].

La rivière à la Cruche prend sa source à l’embouchure du lac Pimpant (longueur : 0,17 km ; altitude : 979 m) dans le coin sud-ouest du canton de Lalemant. L’embouchure de ce lac est située à :
- 2,1 km au nord-est du cours de la rivière Ha! Ha! ;
- 1,9 km au sud-ouest du lac Michta ;
- 3,0 km à l’ouest du lac Belle Truite ;
- 6,2 km au sud du Petit lac Ha! Ha! ;
- 7,3 km au nord-ouest du lac à la Cruche ;
- 7,6 km au nord-ouest de la confluence de la rivière à la Cruche et de la rivière Malbaie[4].

À partir de sa source (lac Pimpant), la rivière à la Cruche descend sur 9,9 km en zones forestières et montagneuses, avec une dénivellation de 307 m selon les segments suivants :
- 3,2 km vers l’est en courbant vers le sud-est, jusqu’à la décharge (venant de l’ouest) du lac Myel ;
- 3,4 km vers le sud-est en recueillant un ruisseau (venant du nord-ouest), jusqu’à la décharge (venant du nord-est) du Petit lac à la Cruche ;
- 0,7 km vers le sud-est, jusqu’à un ruisseau (venant du nord-ouest) ;
- 1,4 km vers le sud-est, jusqu’à la décharge (venant du sud) du lac à la Cruche ;
- 1,2 km vers l’est en formant une courbe vers le sud, jusqu’à son embouchure[4].

La rivière à la Cruche se déverse dans une zone de remous sur la rive ouest de la rivière Malbaie. Cette confluence est située à :
- 0,7 km en aval de l’embouchure de la rivière Porc-Épic ;
- 2,0 km au nord-est de l’embouchure du lac à la Cruche ;
- 7,0 km au nord-est du cours de la rivière Ha! Ha! ;
- 8,4 km à l’ouest du lac des Martres ;
- 12,2 km au sud-est du Petit lac Ha! Ha! ;
- 45,2 km à l’ouest du centre-ville de Clermont ;
- 52,0 km à l’ouest de la confluence de la rivière Malbaie et du fleuve Saint-Laurent[4][réf. non conforme].

À partir de la confluence de la rivière à la Cruche, le courant descend le cours de la rivière Malbaie sur 98,9 km vers le nord-est, le sud, puis le sud-est, lequel se déverse sur la rive nord-ouest du fleuve Saint-Laurent.

## Toponymie
Le toponyme « rivière à la Cruche » est indiqué sur le brouillon Lac des Martres, 25 septembre 1961, item 84. Ce nom fut approuvé le 3 juillet 1963 par la Commission de géographie du Québec.
Le toponyme « Rivière à la Cruche » a été officialisé le 5 décembre 1968 à la Banque des noms de lieux de la Commission de toponymie du Québec.